# Sędzia i jego kat
Sędzia i jego kat (niem. Der Richter und sein Henker) – powieść szwajcarskiego pisarza Friedricha Dürrenmatta, która ukazywała się od 15 grudnia 1950 do 31 marca 1951 roku na łamach tygodnika Der Schweizerische Beobachter.

## Opis fabuły
Hans Bärlach jest starszym komisarzem kryminalnym w Bernie. Jego współpracownik, Ulrich Schmied, zostaje odnaleziony martwy, zastrzelony na ulicy w rejonie Jury. Jako że Bärlach jest poważnie chory, powierza on śledztwo swojemu asystentowi, urzędnikowi kryminalnemu Tschanzowi. Ten jednak okazuje się mordercą i kieruje wszystkie podejrzenia na lobbystę Gastmanna, posiadającego dom w rejonie miejsca zbrodni. Sam Schmied utrzymywał pod fałszywym nazwiskiem stały kontakt z Gastmannem i prowadził przeciw niemu śledztwo na własną rękę. Stawia to policję w niezręcznej sytuacji, ponieważ Gastmann wciąż cieszy się silnym poparciem politycznym. Składając mu wizytę, Bärlach zostaje zaatakowany przez ogromnego psa, a Tschanz jest zmuszony zastrzelić zwierzę. 
Bärlach zna Gastmanna i ma z nim zaszłości sprzed 40 lat. Ten założył się wówczas z komisarzem, że popełni zbrodnię, której Bärlach nie będzie w stanie dowieść w sądzie. Zabił on wtedy osobę postronną i umiejętnie sfingował samobójstwo. Bärlach zrobił karierę jako policjant, Gastmann przebił się w światku przestępczym, będąc zawsze jeden krok przed swoim rywalem. Postępując zgodnie z literą prawa, komisarz nasłał na Gastmanna swojego najlepszego współpracownika Schmieda, jednak jego dochodzenie nie przyniosło oczekiwanych rezultatów. Bärlach podejmuje więc próbę pośredniego zbliżenia do Gastmanna, wysyłając Tschanza. Ten szybko jest zmuszony do wniesienia oskarżenia przeciw Gastmannowi, nosząc się z zamiarem ochrony swojej reputacji i przymierzając się do zamknięcia śledztwa, co ostatecznie pozwoliłoby mu pójść w ślady odnoszącego sukcesy Schmieda.
Kiedy Bärlach odrzuca kolejne poszlaki w sprawie Gastmanna, Tschanz jest bliski rozpaczy. W międzyczasie komisarz ostrzega Gastmanna, że naśle na niego kata. Ma tu na myśli jego asystenta, który jest teraz zdecydowany jak nigdy i szuka konfrontacji. Gdy Gastmann próbuje się bronić, Tschanz wyciąga broń i rani go śmiertelnie. W taki sposób, omijając wymiar sprawiedliwości, Bärlach osądził Gastmanna. Nie będąc w stanie skazać go za popełnione morderstwo, komisarzowi udało się go pogrążyć za czyn, którego się nie dopuścił. 
Bärlach wyjawia dowody przeciwko Tschanzowi, porównując kule z broni, której użył, aby zastrzelić agresywnego psa, z tą, z której został zabity jego współpracownik, Schmied. Gdy komisarz ujawniania to Tschanzowi, ten wpada w rozpacz. Następnego dnia zostaje znaleziony martwy – w samochodzie, który dostał się pod koła pociągu.

## Interpretacja
Książka jest próbą literackiej krytyki powieści kryminalnej, ale i samej kryminalistyki. Czytelnik zna wszystkie szczegóły morderstwa, a jedyną niewiadomą jest sam sprawca, którego tożsamość odsłania się w końcowych etapach fabuły. Autor nie przedstawia jednak wszystkich kwestii w prawdziwym świetle. Zawiłości sprawy jak i sami sprawcy są znani komisarzowi Bärlachowi, który mimo posiadanej wiedzy nie przerywa śledztwa, nosząc się z zamiarem dojścia do sprawiedliwości na jego warunkach, jako że jej wyegzekwowanie na drodze legalnego postępowania okazuje się być dla niego niemożliwe. 
Tematem książki jest mniej kryminalna metoda, a bardziej "przygoda bytu". Dlatego Sędzia i jego kat jest przede wszystkim portretem pozbawionego iluzji samotnika, który normalnemu biegowi zdarzeń przeciwstawia, nie metody, lecz swoją własną osobowość. Obok doświadczeń życiowych Bärlacha, znaczenie ma też nastawienie autora do narodowego socjalizmu, jak i walka z wewnętrznymi strukturami urzędniczymi. Bezwzględne zaangażowanie własnej osoby znajduje swoje odzwierciedlenie w psychologicznym pojedynku z mordercą Schmieda Tschanzem. Śmiertelnie chory Bärlach argumentuje w jego obecności, że wymyślił chorobę wyłącznie do celów taktycznych, na co morderca, w obliczu psychicznej przewagi komisarza, reaguje, popełniając samobójstwo. 
Komisarz Bärlach jest też jednym z protagonistów w powieści Podejrzenie. Gruntowna krytyka osoby detektywa, zmuszonego do działania w niezgodzie z literą prawa i osiągającego w ten sposób pożądane rezultaty, ma również miejsce w powieści Obietnica.

## Adaptacje
Znaną ekranizacją książki jest film Maximiliana Schella z 1975 roku o tym samym tytule. W postać Tschanza wcielił się Jon Voight, a komisarza Bärlacha grał Martin Ritt. Dürrenmatt współpracował przy scenariuszu i można go zobaczyć w filmie w jednej z ról pobocznych. 

## Literatura
- Friedrich Dürrenmatt: Der Richter und sein Henker. Kriminalroman. 16. Auflage (Taschenbuch). Diogenes Verlag, Zürich 2002, 181 S., ISBN 978-3-257-22535-8
- Friedrich Dürrenmatt: Der Richter und sein Henker. Rowohlt, 2007. ISBN 978-3-499-10150-2
- Matzkowski, Bernd: Friedrich Dürrenmatt: Der Richter und sein Henker. Königs Erläuterungen und Materialien (Bd. 42). Hollfeld: C. Bange Verlag 2006. ISBN 978-3-8044-1733-5
- Walter Seifert: Friedrich Dürrenmatt, Der Richter und sein Henker. Interpretation, 5. Auflage, Oldenbourg, München 1996. ISBN 3-486-88616-9